# Chelonus johni
Chelonus johni är en stekelart som beskrevs av Marsh 1979. Chelonus johni ingår i släktet Chelonus och familjen bracksteklar. Inga underarter finns listade i Catalogue of Life.